# Sylvia borin
Il beccafico (Sylvia borin Boddaert, 1783) è un uccello canoro appartenente alla famiglia Sylviidae.

## Descrizione
Il beccafico raggiunge una lunghezza di 14 cm e ha un'apertura alare di 21 – 24 cm. Il peso ammonta a circa 16 - 22 grammi. La parte superiore è olivastra e quella inferiore è di colore marrone chiaro. Questo uccello timido ha un anello attorno agli occhi di colore chiaro e pallido e gambe grigie.
Le femmine e i maschi hanno la stessa colorazione. Un beccafico può arrivare ai 10 anni d'età.

## Biologia

### Alimentazione
Il beccafico si nutre di ragni, molluschi, bacche, insetti e delle loro larve.

### Riproduzione

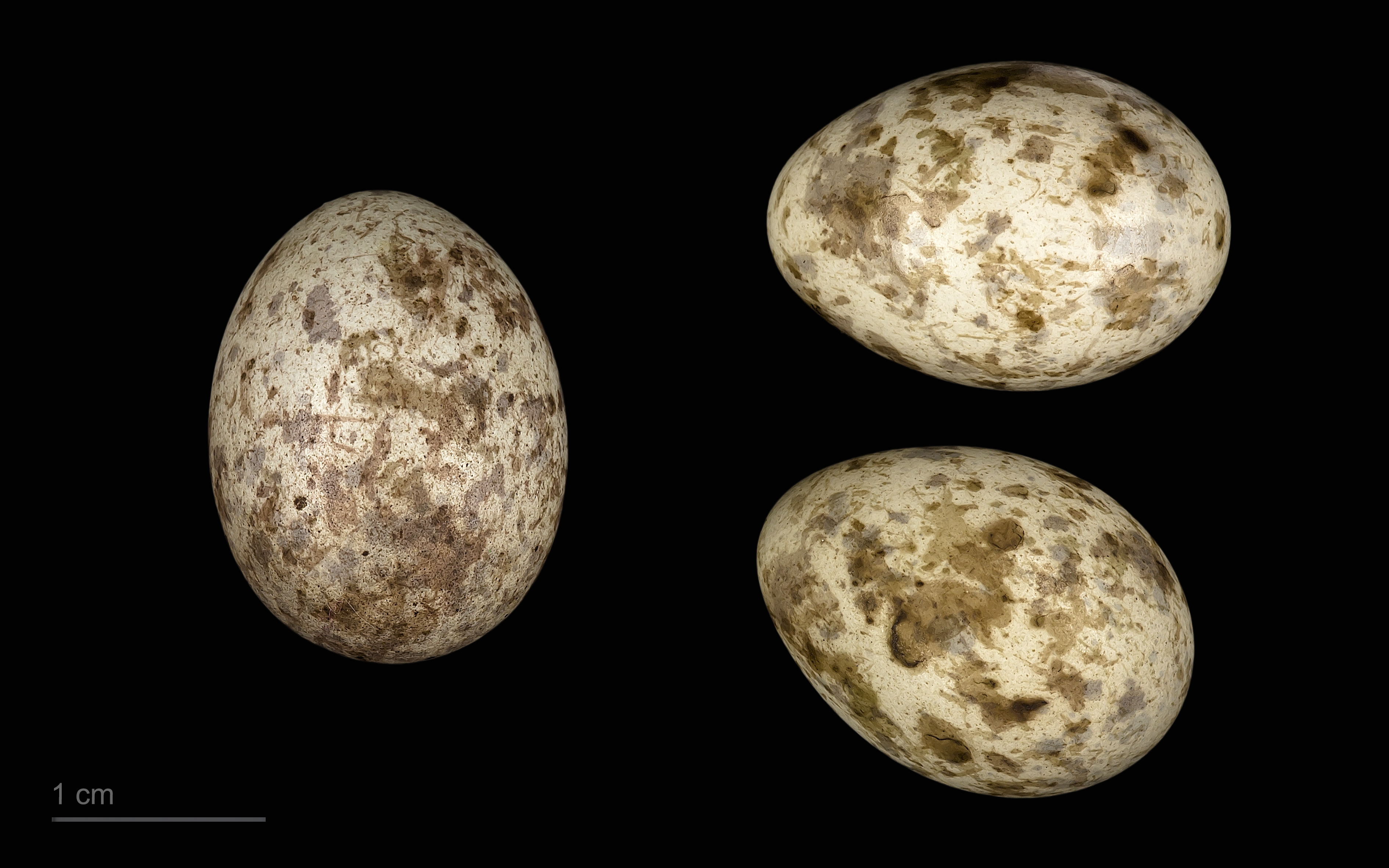
Uovo di Cuculus canorus canorus in un nido di Sylvia borin borin Museo di Tolosa

La maturità sessuale subentra dopo un anno. 
Il nido a forma di ciotola costruito con erbe, radici, peli e fili d'erba è nascosto perlopiù nel sottobosco fitto a poca altezza da terra. La femmina depone dalle 4 alle 5 uova bianche dalle macchie marroni. Le uova vengono riscaldate nel periodo principale di cova da maggio fino a luglio e i due partner si danno il cambio ogni 11 - 12 giorni. Gli uccellini nudi restano per 10 - 12 giorni nel nido. Si stima che gli esemplari in Europa ammontino a circa 12 milioni di coppie.

## Distribuzione e habitat
In quasi tutta Europa questo uccello migratore è ampiamente diffuso da maggio fino a settembre. La sua residenza invernale è in Africa tropicale. Il tempo di percorrenza e la direzione del volo gli sono innate. Il beccafico vive in giardini, parchi, ambienti arbustivi e territori boschivi aperti. Molti si scelgono ogni anno lo stesso territorio per l'estate.

## Tassonomia
Il beccafico ha due sottospecie:
- Sylvia borin borin
- Sylvia borin woodwardi